# Chevrolet Metro
Chevrolet Metro – samochód osobowy klasy miejskiej produkowany pod amerykańską marką Chevrolet w latach 1998 – 2001.

## Historia i opis modelu

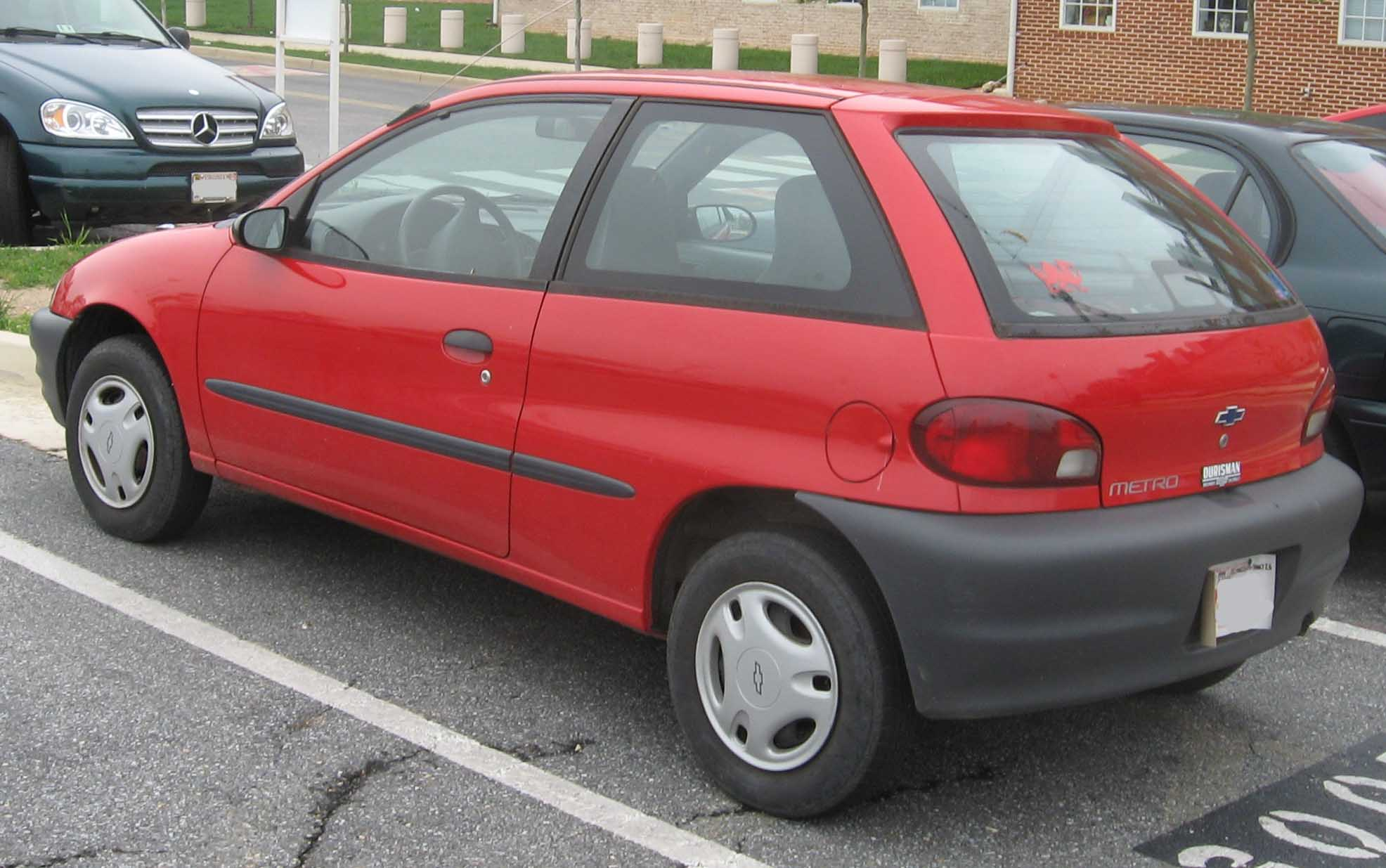
Chevrolet Metro II - tył

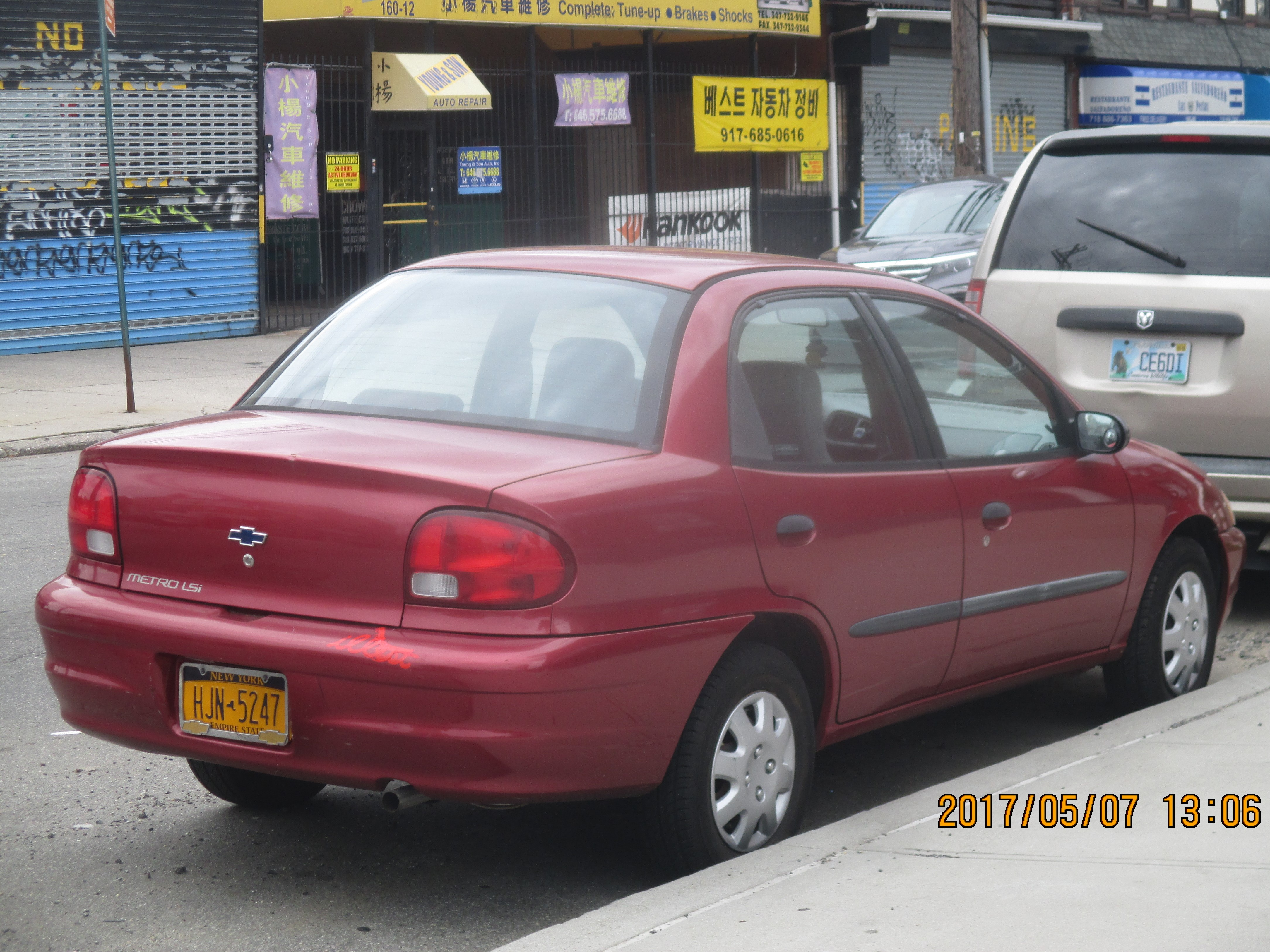
Chevrolet Metro II Sedan

W związku z podjęciem decyzji przez koncern General Motors o przeprowadzeniu likwidacji taniej marki Geo, dotychczasowa gama modelowa została włączona do oferty Chevroleta z 1998 rokiem. W ten sposób, model Geo Metro przemianowano na Chevroleta Metro.
Gama nadwoziowa najmniejszego w północnoamerykańskiej ofercie producenta modelu zachowała ten sam kształt, co dotychczas, składając się zarówno z odmiany hatchback, jak i sedan.

### Koniec produkcji i następca
Produkcja Metro pod marką Chevrolet trwała do 2001 roku, kiedy to podjęto decyzję o wycofaniu przestarzałej konstrukcji z rynku. Dwa lata później producent powrócił do oferowania w Ameryce Północnej miejskiego modelu, rozpoczynając import znanego także z Europy Aveo.

### Silniki
- L3 1.0l LP2
- L4 1.3l L72
- L4 1.3l LY8